# Claudius Barrieux
Claudius Barrieux dit Bouvreuil est un résistant français né le 4 novembre 1892 à Champdieu (Loire), mort au combat le 27 août 1944 à Quissac (Gard). Ce militaire de carrière est commandant du Maquis Aigoual-Cévennes de l’Armée secrète du Gard.

## Biographie
Il est le fils de Georges et de Claudine Dupuy son épouse, tous deux cultivateurs domiciliés au bourg de Champdieu (Loire). Il se marie le 17 janvier 1928 dans le 18e arrondissement de Paris avec Alice, Paule Barrault.
Il meurt au combat le 27 août 1944 à Quissac (Gard),.

## Décorations
Les décorations reçues par Claudius Barrieux sont multiples.
- Croix de guerre 1914-1918 (France) ;
- chevalier dans l’ordre de la Légion d’honneur ;
- Croix de guerre des Théâtres d’Opérations Extérieures ;
- Médaille Coloniale ;
- Officier de l’ordre du Ouissam alaouite ;
- Ordre du Mérite agricole.